# Wilhelm Büsing
Wilhelm Büsing (né le 2 mars 1921 à Jade (Basse-Saxe) et mort dans la même ville le 25 juin 2023) est un cavalier allemand de concours complet.

## Carrière
Wilhelm Büsing obtient en 1945 son diplôme de vétérinaire avec une thèse sur la race Oldenbourg.
Aux Jeux olympiques d'été de 1952, avec Hubertus, Wilhelm Büsing remporte les médailles de bronze en individuel et d'argent par équipe en compagnie de Klaus Wagner et d'Otto Rothe. Deux ans plus tard, l'équipe allemande composée de Büsing, Wagner et August Lütke-Westhues est vice-championne d'Europe.